# Kim Čong-nam
Kim Čong-nam (korejsky: 김정남, čínskými znaky: 金正男, anglickým přepisem: Kim Jong-nam; 10. května 1971 – 13. února 2017) byl nejstarší syn bývalého severokorejského diktátora Kim Čong-ila.

## Život
Kim Čong-nam se narodil ze vztahu Kim Čong-ila a jeho tehdejší partnerky Sung He-rim, která byla herečkou. Do roku 1988 studoval na mezinárodní škole ve Švýcarsku. Přibližně v letech 1998 až 2001 byl považován za nástupce svého otce. Západní média spekulují, že po mezinárodní ostudě, kterou Kim Čong-nam způsobil, když byl v roce 2001 zatčen v Japonsku při pokusu cestovat na falešný pas, Kim Čong-il jeho možné nástupnictví přehodnotil a jeho favoritem se stal Kim Čong-namův bratr Kim Čong-un (sám Kim Čong-nam svůj pád do otcovy nemilosti přičítal svým reformním názorům). 
Nejpozději od roku 2003 žil v Macau, zvláštní správní oblasti Čínské lidové republiky.

### Smrt
Dne 13. února 2017 byl Kim Čong-nam zavražděn jedem na letišti v Kuala Lumpuru. Toxikologické testy prokázaly přítomnost látky VX v Kimových očích a na obličeji. Z činu byla podezřelá 28letá Vietnamka Doan Thi Huongová a 25letá Indonésanka Siti Aisyahová. Po činu utekly. Jedna z nich ujela z letiště taxíkem do hotelu, kde byla následující den spatřena s nasazeným respirátorem. Šlo o akci severokorejské tajné služby jednající na rozkaz Kim Čong-una, jenž bratra chtěl zabít již v roce 2012.
Obě ženy byly zadrženy malajskou policií, hrozil jim trest smrti.  Ženy nicméně argumentovaly tím, že je oklamali severokorejští agenti, kteří jim namluvili, že vstříknutí látky do obličeje Kim Čong-nama je jen neškodný kanadský žert pro skrytou kameru.
Siti Aisyahová řekla, že ji někdo, kdo vypadal jako Korejec nebo Japonec, požádal, aby tento žert udělala. Podle ní ji tato osoba odměnila 400 ringgity, což je v přepočtu asi 2000 Kč. Dále jí byl poskytnut olej, podobný dětskému olejíčku. Malajsijská prokratura stáhla žalobu na Siti Aisyahovou 11. března 2019. Státní zástupce Iskandar Ahmad důvod pro stažení obžaloby neuvedl. „Jsem překvapená a velmi šťastná,” řekla novinářům Aisyahová. 
Vietnamka Doan Thi Huongová byla 1. dubna 2019 odsouzena ke tříletému trestu za úmyslné zranění nebezpečnou zbraní nebo prostředkem. Soudce Azmi Ariffin konstatoval, že délka vězení podle jeho názoru „poslouží zájmu spravedlnosti”. Odsouzené řekl, že má „veliké štěstí”, a popřál jí vše nejlepší. Huongová soudu poděkovala a novinářům řekla, že je šťastná a doufá, že se po návratu do Vietnamu stane zpěvačkou nebo herečkou.